# Aymer de Lusignan
Aymer de Lusignan (auch Aymer de Valence) (* um 1228; † 4. Dezember 1260 in Paris) war ein Bischof des englischen Bistums Winchester. Er war einer der sogenannten Lusignans, die ab 1247 in hoher Gunst von König Heinrich III. standen.

## Herkunft und Jugend
Aymer entstammte der französischen Adelsfamilie Lusignan. Er war ein jüngerer Sohn von Hugo X. von Lusignan, Graf von La Marche, und von seiner Frau Isabella von Angoulême, der Witwe des englischen Königs Johann Ohneland. Aymer war damit ein Halbbruder des englischen Königs Heinrich III. Er wurde im Poitou geboren, vielleicht in der Burg von Valence, einer Burg der Familie bei Angoulême. Als jüngerer Sohn wurde 1242 vereinbart, dass er die kleine Herrschaft Couhé im Poitou erben sollte, dazu wurde er für eine geistliche Karriere vorgesehen.

## Geistliche Karriere in England
Sein Halbbruder Heinrich versuchte ihm bereits im Juli 1242 eine Pfründe in der Kirche von Northfleet in Kent zu verschaffen, im Juni 1246 erhielt er die Einkünfte der Kirche von Tisbury in Wiltshire. Auf Einladung von Heinrich kam er im Sommer 1247 zusammen mit seinen Brüdern Guy, Gottfried und William nach England. Durch die Gunst des Königs erhielt er rasch weitere Pfründen von Pfarreien in verschiedenen Bistümern, von Croyland Abbey und der Abtei von St Albans sowie im York Minster und in der Londoner St Paul’s Cathedral. Von Juli 1247 bis September 1248, eventuell länger, besuchte er Schulen in Oxford, wo er von Vincent de Pirmil, dem späteren Erzbischof von Tours unterrichtet wurde. Der Gelehrte Johannes de Garlandia verfasste für ihn ein Lehrwerk der Grammatik. Sein Aufenthalt in Oxford wurde dabei durch den Mord an einem seiner Diener überschattet, worauf der König der Stadt von November 1247 bis Januar 1248 die Stadtrechte entzog. Bereits 1247 hatte der König vergeblich versucht, Lusignan zum Propst von Beverley Minster wählen zu lassen, auch der Versuch, ihn 1249 zum Bischof von Durham wählen zu lassen, scheiterte am Widerstand des Domkapitels. In dieser Zeit war er mindestens einmal im Poitou, wo er im August 1248 zu einem der Testamentsvollstrecker seines verstorbenen Vaters ernannt wurde. Im März 1249 huldigte er dem Abt des Klosters Saint-Maixent für seine Herrschaft Couhé. Nach dem Tod von Bischof William Raleigh am 1. September 1250 befahl König Heinrich den Mönchen der Kathedrale von Winchester, Lusignan zum neuen Bischof von Winchester zu wählen. In einer langen Predigt in der Kathedrale erinnerte der König die Mönche an ihre spezielle Verpflichtungen gegenüber der Krone. Obwohl die Mönche Lusignan als zu jungen und unerfahrenen Kandidaten offen ablehnten, gaben sie schließlich nach und wählten Lusignan am 4. November 1250 zum neuen Bischof. Nachdem der König für seinen Halbbruder auch bei Papst Innozenz IV. interveniert hatte, bestätigte dieser die Wahl im Januar 1251 und erteilte Lusignan einen Dispens, nach dem er vorläufig nicht zum Bischof geweiht werden müsse, aber weiterhin die Einkünfte aus seinen Pfründen beziehen dürfe, deren Höhe von Matthew Paris auf etwa 1000 Mark jährlich geschätzt wurde. Im Juni 1251 kehrte Lusignan nach England zurück, und am 23. Juli feierte er mit dem König seine Wahl zum Bischof mit einem aufwändigen Fest in Winchester, zu dem ihm der König wertvolle Messgewänder und liturgische Geräte schenkte.

## Wirken als Bischof
Lusignan wurde als Bischof in heftige Konflikte verwickelt. Schon im September 1251 kam es zu einem Streit mit Kaufleuten aus Southampton, die ihren Handel während des Jahrmarkts in Winchester nicht einstellen wollten. Dieser Streit zog sich bis 1254 hin. Zu einem ernsten Konflikt mit Bonifatius von Savoyen, dem Erzbischof von Canterbury kam es 1252, als dieser Lusignans Versuch vereitelte, das Patronat über das St Thomas’ Hospital in Southwark zu erlangen. Aymer stiftete darauf seine Unterstützer, darunter seinen Bruder William de Valence an, die Bischofspaläste von Lambeth und Maidstone zu plündern und einen Beamten des Erzbischofs gefangen zu nehmen, der dann in Farnham Castle eingekerkert wurde. Der Beamte wurde bald wieder freigelassen, doch der Erzbischof exkommunizierte Lusignan und seine Unterstützer. Die Exkommunikation wurde erst nach Intervention des Königs und nach einer Berufung an den Papst im Januar 1253 aufgehoben wurde. Danach wurde Lusignan in einen heftigen Streit mit den Mönchen des Kathedralkonvents von Westminster verwickelt, die, nachdem er die Wahl des Priors überwachen wollte, einen eigenen Kandidaten aufstellten. Während Lusignan die Mönche an ihre Verpflichtung zum Gehorsam erinnerte, wandten diese sich an den Papst, worauf mehrere führende Mitglieder des Konvents von Bischof Lusignan verhaftet wurden, während andere freiwillig in andere Benediktinerkonvente wechselten. Der Streit war im Juni 1256 nach Vermittlung durch Papst Alexander IV. und dem Franziskaner Adam Marsh zwischenzeitlich beigelegt, doch die Streitpunkte waren nicht vollständig ausgeräumt. Um die Kosten ihrer Berufung an den Papst tragen zu können, hatten sich die Mönche bei italienischen Kaufleuten verschuldet. Lusignan wollte diese Schulden nur begleichen, wenn ihm der Kathedralkonvent die Isle of Portland mit den Gütern von Weymouth und Wyke in Dorset überließ.

## Verhältnis zum König
Trotz dieser Konflikte stand Lusignan bei seinem königlichen Halbbruder in hoher Gunst. Der König bedachte ihn ständig mit Geschenken, etwa mit Wein oder Wildbret, doch auch mit Privilegien und anderen Vergünstigungen, wie dem Jagdrecht in königlichen Wäldern. Dank vom König verliehener Privilegien wuchs der Jahrmarkt von Winchester stark an, wodurch Lusignan steigende Einkünfte hatte. Lusignan genoss eine so hohe Gunst des Königs, dass er während seiner gesamten Amtszeit alle Zahlungsaufforderungen des königlichen Schatzamtes ignorieren konnte, erst gegen Ende seiner Amtszeit leistete er geringe Abgaben. Er erhoffte sich sogar noch weitere Privilegien vom König, er bat ihn etwa, dass er Ländereien in Woolwich und Greenwich erwerben durfte, die bislang den Mönchen der Abtei von Saint-Jean-d’Angély im Poitou gehörten. Durch die Gunst des Königs konnte er auch seine Nichte Alice mit Gilbert de Clare, dem Erben des reichen Magnaten Richard de Clare, 5. Earl of Hertford verheiraten. Der Versuch des Königs, ihn 1255 zum Erzbischof von York wählen zu lassen, scheiterte jedoch.
Dabei war Lusignan keineswegs ein stets unterwürfiger Diener des Königs. Im April 1253 unterstützte er beispielsweise die anderen englischen Bischöfe, als diese sich gegen eine päpstliche Steuer wehrten, wofür er angeblich scharf vom König gerügt wurde. Sein Widerstand gegen diese Steuer, dazu sein Streit mit Erzbischof Bonifatius, führte sicher dazu, dass seine Gegner Papst Innozenz IV. überzeugen konnten, die Erlaubnis zurückzunehmen, dass Lusignan die Einkünfte aus seinen bisherigen Pfründen zusätzlich zu denen aus seinem Bistum beziehen durfte. Angesichts der finanziellen Krise, in der sich König befand, führte die Bevorzugung von Lusignan und seinen Brüdern zu steigendem Unmut unter den Rittern und Baronen. Sein Streit mit Bonifatius von Savoyen, einem Verwandten von Königin Eleonore, verdeutlichte die Spaltung des Königshofes in Anhänger der Lusignans und der Savoyer. Lusignan hatte zahlreiche Ämter in Winchester an Landsleute von ihm vergeben, und von Januar bis September 1257 besuchte er das Poitou. Deshalb galten er und seine Brüder in England als Poitevins, als Ausländer, auch wenn der König ihn 1257 als Botschafter zum französischen König Ludwig IX. gesandt hatte, um über eine Verlängerung des Waffenstillstands zwischen England und Frankreich zu verhandeln. Im Januar 1258 sandte ihn der König erneut als Gesandten nach Frankreich, um über die Rückgabe von von Heinrich beanspruchten Gebieten in Frankreich zu verhandeln.

## Eskalation des Konflikts mit den Baronen, Exil und Tod
Im April 1258 kam es zu einem gewaltsamen Streit zwischen Gefolgsleuten von Lusignan und von John fitz Geoffrey, Lord of Shere in Surrey, bei denen ein Gefolgsmann von Fitzgeoffrey getötet wurde. Nachdem der König es abgelehnt hatte, Fitz Geoffreys Anklage zu hören, kam es zu einer Rebellion von einer Gruppe von Baronen, die rasch große Unterstützung von anderen Baronen erhielt. Einer der Hauptkritikpunkte der Barone war die Bevorzugung der Lusignans. Zwar benannte der König Lusignan zu einem seiner zwölf Unterhändler, die mit der Adelsopposition verhandeln sollten, doch im Juni 1258 flüchteten er und sein Bruder angesichts des Widerstands im Parlament nach Winchester. Die aufgebrachten Barone verfolgten ihn und bereiteten bereits eine Belagerung seiner Residenz Wolvesey Castle vor. Er wurde des Totschlags am Gefolgsmann von Fitzgeoffrey beschuldigt, dazu kamen Gerüchte, dass er verschiedene Barone, darunter William de Clare, vergiftet hätte. Zwischen der Wahl, in Gewahrsam der Barone in England zu bleiben oder ins Ausland zu gehen, wählten er und seine Brüder das Exil. Am 14. Juli verließ er von Dover aus England. Er durfte von seinem Schatz nur 3000 Mark mitführen, sein restliches Vermögen wurde von der neuen Regierung der Barone beschlagnahmt, die versuchte, den Papst zu überzeugen, Lusignan seines Amtes als Bischof zu entheben.
Nachdem ein Versuch Lusignans, in der Universität von Paris zu bleiben, von König Ludwig IX., einen Schwager von Königin Eleonore, abgelehnt worden war, reiste er weiter nach Rom. Dort konnte er Papst Alexander IV. seine Version seiner Verbannung nahelegen, so dass dieser im Januar 1259 den englischen König überreden wollte, Lusignan wieder in seinem Bistum einzusetzen. Unter dem Druck der Barone entgegnete der König, dass das Exil Lusignans gerechtfertigt sei und dass dieser die Beziehungen zwischen ihm, seiner Königin und dem Thronfolger Eduard belastet hätte. Die Mönche des Kathedralkonvents von Winchester wählten im Januar 1259 Henry Wingham anstelle von Lusignan als neuen Bischof, während Lusignans Besitzungen geplündert und seine Gefolgsleute ihrer Ämter enthoben wurden. Im Januar 1260 bat der König den Papst, Lusignan zum Bischof eines Bistums außerhalb Englands zu ernennen. Der Papst dagegen weihte Lusignan, nachdem dieser das kanonische Mindestalter von 30 Jahren erreicht hatte, am 29. Mai 1260 zum Prieser und am folgenden Tag zum Bischof von Winchester. Anschließend sandte er ihn zusammen mit dem päpstlichen Gesandten Velascus und Erzbischof Vincent von Tours, seinem früheren Lehrer, zurück nach England. Dazu drohte er, über England das Interdikt zu verhängen und die Gegner Lusignans zu exkommunizieren, solange Aymer nicht wieder in seinem Amt als Bischof eingesetzt würde. In Paris erkrankte Aymer jedoch und starb in der Abtei von Ste Geneviève. König Heinrich betrauerte öffentlich seinen Tod und ließ Messen für ihn lesen. Nachdem der König zwischenzeitlich im Kampf gegen die Barone wieder die Macht erkämpft hatte, wurde Lusignans Herz am 20. März 1262 in der Kathedrale von Winchester beigesetzt.

## Bewertung
Schon zu Lebzeiten wurde Lusignan von den Chronisten heftig für seine ausländische Herkunft, seine geringe Bildung und für seine Gewalttätigkeit kritisiert. Der seit 1254 bestehende Streit mit dem Kathedralkonvent belastete noch lange Jahre die Beziehungen zwischen den Mönchen und seinen Nachfolgern und führte zu einer finanziellen Krise sowohl der Mönche wie auch der Bischöfe. Abgesehen von diesen Streitigkeiten und trotz seiner häufigen Abwesenheit von Winchester wurde das Bistum während seiner Amtszeit beachtlich gut verwaltet. Lusignan und seine Beamten stellten Urkunden aus, ernannten Pfarrer, lösten Streitigkeiten wie um die Gerichtsbarkeit des Archidiakonats von Surrey, und warben um Stiftungen zugunsten des Hospital of St Cross bei Winchester. Nach den erhaltenen Aufzeichnungen wurden unter ihm hohe Summen zugunsten der Armen gespendet, und trotz seiner geringen Bildung war Lusignan einer der Schiedsrichter im Wettstreit zwischen den Dichtern Henry d’Avranches und Michael of Cornwall. Seine Landkäufe, darunter Portland und ein Gut bei Woolwich in Kent, wurden während seines Exils von seinen adligen Gegnern beschlagnahmt. Nachdem sein Herz in Winchester beigesetzt wurde, wurde von Wundern an seiner Herzurne berichtet, so dass noch über zehn Jahre später dort Votivgelder gespendet wurden.